# مهدی فلاحتی
مهدی فلاحتی (زاده ۱۳۳۷) نویسنده، کارشناس سیاسی و مجری تلویزیون اهل ایران است. وی از اردیبهشت ۱۳۹۱ تا اسفند ۱۴۰۳ در بخش فارسی صدای آمریکا مجری برنامه صفحه آخر بود.

## زندگی شخصی
فلاحتی زادهٔ سال ۱۳۳۷ است. دوران دبیرستان را در دبیرستان کمال تحت مدیریت یدالله سحابی گذارنده و او در آستانهٔ انقلاب ۱۳۵۷ ایران در دانشگاه تهران، رشتهٔ علوم سیاسی پذیرفته شد که با تحولات دوران انقلاب، این تحصیلات ناتمام ماند.
او در سال ۱۳۵۸ و بعد از پایان دورهٔ سربازی به هند رفته و از دانشگاه عثمانیه حیدر آباد در رشتهٔ علوم سیاسی مدرک کارشناسی خود را دریافت کرد. سپس در سال ۱۳۶۲ به فرانسه و در سال ۱۳۷۵ به بریتانیا و سپس به آمریکا رهسپار شد.

## فعالیت‌ها
فلاحتی در دوران اقامت خود در فرانسه سردبیر مجلهٔ آرش به مدیر مسئولی پرویز قلیچ‌خانی بود.
او در سال ۲۰۰۸ به بخش فارسی صدای آمریکا پیوست. وی پیش از این در رادیو اروپای آزاد کار می‌کرد. بعد از مدتی در صدای آمریکا به عنوان مجری و تهیه‌کنندهٔ برنامه‌های صفحهٔ آخر و جامعه مدنی فعالیت خود را پیگیری کرد.

### برنامه‌ها
برنامه‌هایی که فلاحتی تاکنون از شبکهٔ صدای آمریکا اجرا کرده‌است عبارت‌اند از:
- صفحه آخر
- جامعه مدنی
- خط قرمز
- روی خط
- تفسیر خبر

### نویسندگی
در اسفند ماه ۱۳۸۸ کتابی تحت عنوان «آواره با ماه» در تهران منتشر شد که مجموعه اشعار مهدی فلاحتی را در بر می‌گیرد. فلاحتی که در هند تحصیل کرده و با زبان هندی آشنایی دارد شعرهای پریتیش ناندی شاعر نامدار هندی را به زبان فارسی ترجمه کرده و و در کتابی با عنوان «اگر باید تبعیدم کنی» گردآوری کرده کرده‌است.

### کتابشناسی

#### مجموعه شعر
- آواره با ماه - ۱۳۸۸
- ترانهٔ ماه (مجموعه شعر)- ۱۳۶۸
- در شبانه بی خویش
- پرسه در اقلیم حیرت‌آور زنبق‌ها
- ماه نقش ناخن ما است بر دیوار
- کویر پر از ماه

#### کتابها
- پنجاه گفتگو
- پنج اقلیت و یادداشت‌های دیگر
- اگر باید تبعیدم کنی (ترجمه)[۳]